# چومراک
چومراک (به فرانسوی: Chomérac) یک کمون (فرانسه) در فرانسه است که در canton of Chomérac واقع شده‌است. چومراک ۱۸٫۹۴ کیلومتر مربع مساحت دارد ۲۰۰ متر بالاتر از سطح دریا واقع شده‌است.